# Zippo

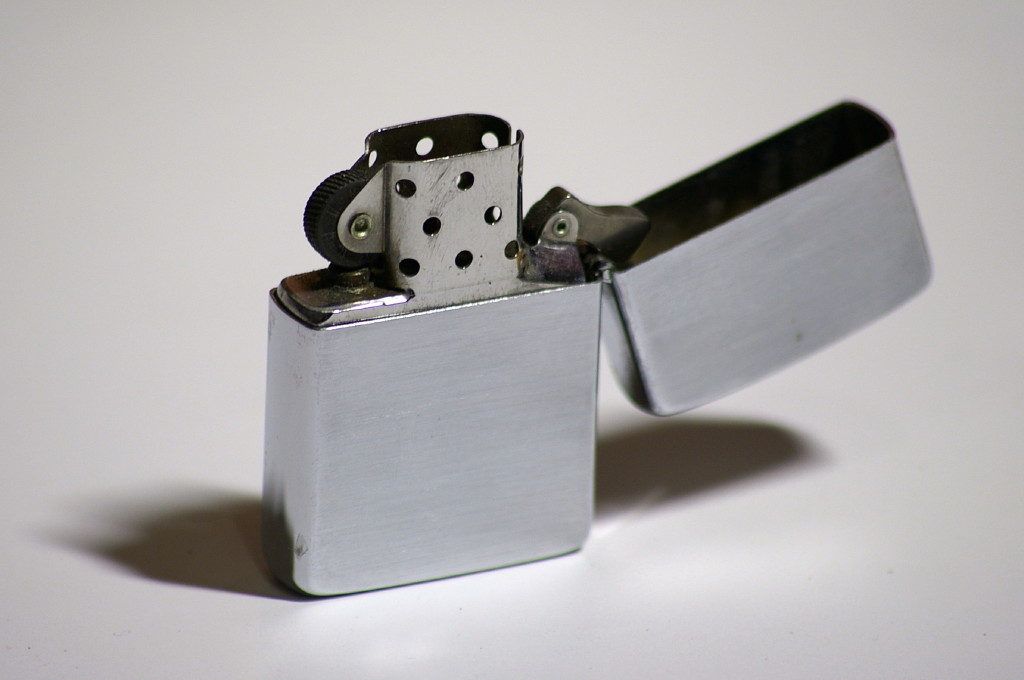
Zippotändare

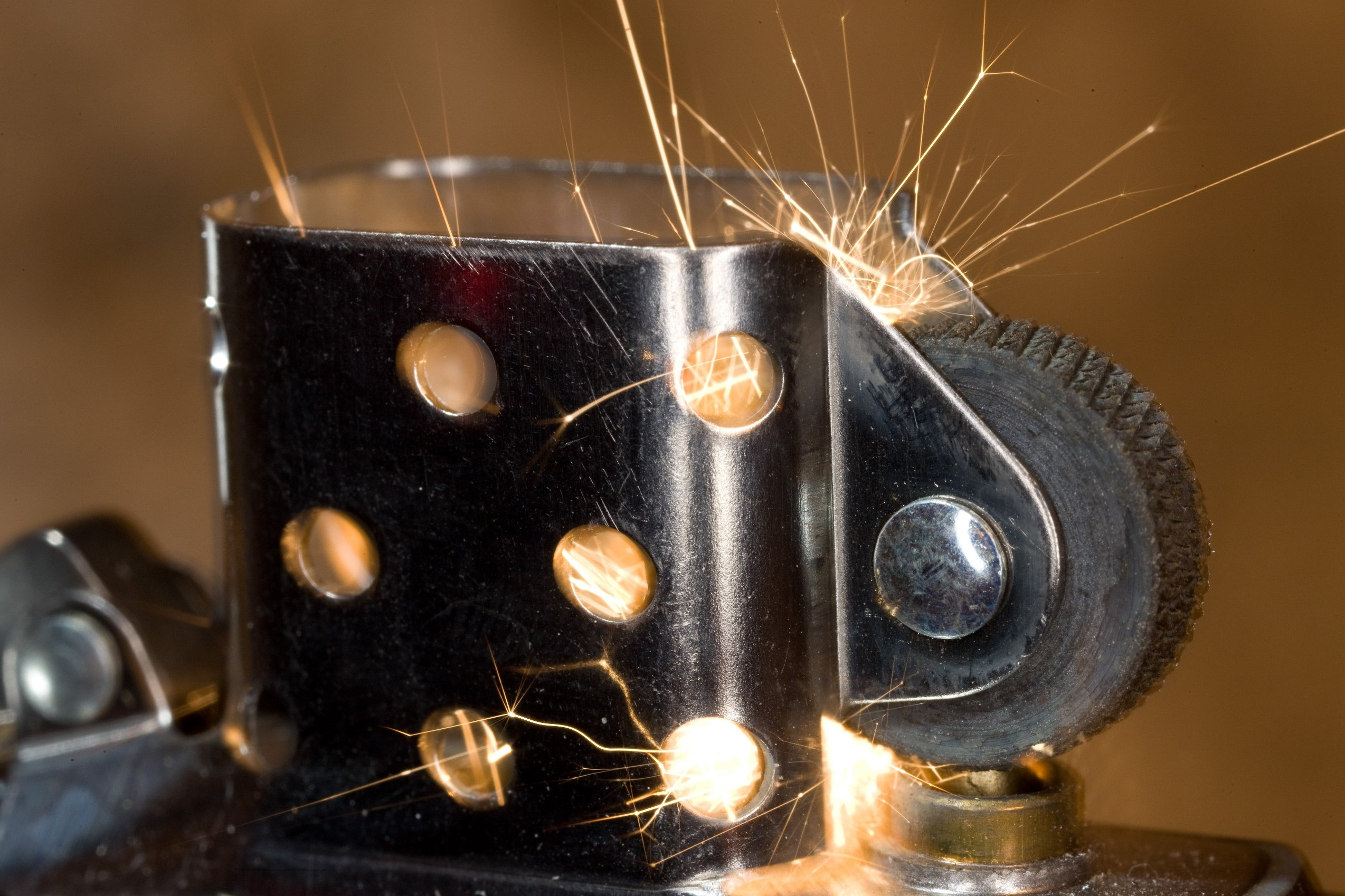
Gnistor från flintmekanismen som tänder den bränsleindränkta veken.

Zippo är ett varumärke på en bensincigarettändare i metall som tillverkas av Zippo Manufacturing Company i Bradford, Pennsylvania i USA. Under perioden 1949 till 2002 producerades tändaren även i  Niagara Falls, Ontario i Kanada. Grundmekanismen har i princip inte förändrats sedan de första tändarna tillverkades på 1930-talet, men själva metallskalet, ett tillplattat rätblock, förekommer i tusentals olika färg- och motivvarianter. Sedan 1933 har det producerats mer än 500 miljoner zippotändare.

## Konstruktion
Innanmätet utgörs av ett hölje i pressad plåt fyllt med bensinindränkt vadd, varigenom en tygveke leder upp i brännkorgen som också utgör vindskydd för lågan. Ena kortsidan av brännkorgen håller ett rillat gnisthjul. Under gnisthjulet sitter en kort flintstav av auermetall som trycks upp genom ett rör mot hjulet av en spiralfjäder, i vars andra ände en gängad mässingskruv är fäst för att skruvas in i botten på röret så att innanmätet kan tas ur skalet utan att fjädren spätter ut. På höljets andra kortsida sitter en kort, lätt timglasformad hävstång belastad med en bladfjäder. Stången hakar in i ett mothåll på lockets insida och ser till att det stannar i öppet och stängt läge. Skalet är en simpel konstruktion i pressad plåt med två halvor förenade av ett fastlött gångjärn.

## Historia
George G. Blaisdell grundade Zippo Manufacturing Company 1932, och producerade den första zippotändaren i början av 1933. Han lät sig inspireras av en österrikisk "vindsäker" cigarettändare som han skaffat rättigheterna till, och utgick ifrån den designen. Den 3 mars 1936 fick företaget patent för zippotändaren.
Zippotändaren blev populär inom USA:s armé, speciellt under andra världskriget då efterfrågan från militären blev så stor att företaget helt slutade producera för den civila marknaden. På den tiden gjordes skalet i mässing men när denna legering blev för dyr under kriget övergick man till att göra skalet i stål. Företaget hade aldrig något officiellt kontrakt med den amerikanska militären men den stora efterfrågan resulterade bland annat i att företaget producerade skal med specifika emblem, bataljonssymboler etc. Under Vietnamkriget var det istället populärt bland de amerikanska militärerna att låta gravera in personliga motton eller symboler på metallskalet.